# ویکن
ویکن (به انگلیسی: Wicken) یک روستا و محله مدنی در بریتانیا است که در کمبریج‌شر شرقی واقع شده‌است. ویکن ۸۳۹ نفر جمعیت دارد.